# Grand Prix Formule 1 van Italië 1991

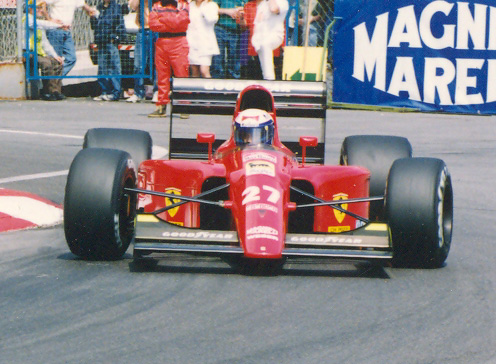
Met de strijd om de koppositie tussen Nigel Mansell en Ayrton Senna kon Alain Prost (hier in actie tijdens de GP van Monaco 1991) zich niet bemoeien, maar uiteindelijk kwam hij nog wel op het podium terecht.

De Grand Prix Formule 1 van Italië 1991 werd gehouden op 8 september 1991 op Monza.

## Uitslag
| Positie | Nummer | Rijder             | Team                          | Ronden | Tijd/Opgave     | Startplaats | Punten |
| ------- | ------ | ------------------ | ----------------------------- | ------ | --------------- | ----------- | ------ |
| 1       | 5      | Nigel Mansell      | Williams-Renault              | 53     | 1:17:54.319     | 2           | 10     |
| 2       | 1      | Ayrton Senna       | McLaren-Honda                 | 53     | + 16.262        | 1           | 6      |
| 3       | 27     | Alain Prost        | Ferrari                       | 53     | + 16.829        | 5           | 4      |
| 4       | 2      | Gerhard Berger     | McLaren-Honda                 | 53     | + 27.719        | 3           | 3      |
| 5       | 19     | Michael Schumacher | Benetton-Ford                 | 53     | + 34.463        | 7           | 2      |
| 6       | 20     | Nelson Piquet      | Benetton-Ford                 | 53     | + 45.600        | 8           | 1      |
| 7       | 33     | Andrea de Cesaris  | Jordan-Ford                   | 53     | + 51.136        | 14          |        |
| 8       | 16     | Ivan Capelli       | Leyton House-Ilmor            | 53     | + 1:15.019      | 12          |        |
| 9       | 24     | Gianni Morbidelli  | Minardi-Ferrari               | 52     | + 1 Ronde       | 17          |        |
| 10      | 21     | Emanuele Pirro     | Dallara-Judd                  | 52     | + 1 Ronde       | 16          |        |
| 11      | 26     | Érik Comas         | Ligier-Lamborghini            | 52     | + 1 Ronde       | 22          |        |
| 12      | 8      | Mark Blundell      | Brabham-Yamaha                | 52     | +1 Ronde        | 11          |        |
| 13      | 7      | Martin Brundle     | Brabham-Yamaha                | 52     | + 1 Ronde       | 19          |        |
| 14      | 11     | Mika Häkkinen      | Lotus-Judd                    | 49     | + 4 Rondes      | 25          |        |
| 15      | 15     | Mauricio Gugelmin  | Leyton House-Ilmor            | 49     | + 4 Rondes      | 18          |        |
| 16      | 34     | Nicola Larini      | Modena Lamborgini-Lamborghini | 48     | + 5 Rondes      | 23          |        |
| DNF     | 14     | Olivier Grouillard | Fondmetal-Ford                | 46     | Motor           | 26          |        |
| DNF     | 22     | Jyrki Järvilehto   | Dallara-Judd                  | 35     | Oververhitting  | 20          |        |
| DNF     | 4      | Stefano Modena     | Tyrrell-Honda                 | 32     | Motor           | 13          |        |
| DNF     | 28     | Jean Alesi         | Ferrari                       | 29     | Motor           | 6           |        |
| DNF     | 6      | Riccardo Patrese   | Williams-Renault              | 27     | Versnellingsbak | 4           |        |
| DNF     | 3      | Satoru Nakajima    | Tyrrell-Honda                 | 24     | Gaspedaal       | 15          |        |
| DNF     | 29     | Eric Bernard       | Lola-Ford                     | 21     | Motor           | 24          |        |
| DNF     | 23     | Pierluigi Martini  | Minardi-Ferrari               | 8      | Spin            | 10          |        |
| DNF     | 32     | Roberto Moreno     | Jordan-Ford                   | 2      | Spin            | 9           |        |
| DNF     | 25     | Thierry Boutsen    | Ligier-Lamborghini            | 1      | Spin            | 21          |        |
| DNQ     | 9      | Michele Alboreto   | Arrows-Ford                   |        |                 |             |        |
| DNQ     | 12     | Michael Bartels    | Lotus-Judd                    |        |                 |             |        |
| DNQ     | 35     | Eric van de Poele  | Modena Lamborgini-Lamborghini |        |                 |             |        |
| DNQ     | 30     | Aguri Suzuki       | Lola-Ford                     |        |                 |             |        |
| DNPQ    | 18     | Fabrizio Barbazza  | AGS-Ford                      |        |                 |             |        |
| DNPQ    | 17     | Gabriele Tarquini  | AGS-Ford                      |        |                 |             |        |
| DNPQ    | 10     | Alex Caffi         | Arrows-Ford                   |        |                 |             |        |
| DNPQ    | 13     | Pedro Chaves       | Coloni-Ford                   |        |                 |             |        |

## Wetenswaardigheden
- Michael Schumacher reed voor Benetton in plaats van voor Jordan. Hij pakte zijn eerste punten uit zijn carrière. Roberto Moreno wisselde van plaats met Schumacher.

## Statistieken
| Pole-position | Ayrton Senna | McLaren-Honda | 1:21.114 |
| Snelste ronde | Ayrton Senna | McLaren-Honda | 1:26.061 |

## Noot
- Dit was de tweehonderdste Grand Prix-start voor Nelson Piquet. Hiermee was Piquet de tweede coureur na Riccardo Patrese die minstens 200 Grands Prix had gereden.

1921 · 1922 · 1923 · 1924 · 1925 · 1926 · 1927 · 1928 · 1931 · 1932 · 1933 · 1934 · 1935 · 1936 · 1937 · 1938 · 1947 · 1948 · 1949 · 1950 · 1951 · 1952 · 1953 · 1954 · 1955 · 1956 · 1957 · 1958 · 1959 · 1960 · 1961 · 1962 · 1963 · 1964 · 1965 · 1966 · 1967 · 1968 · 1969 · 1970 · 1971 · 1972 · 1973 · 1974 · 1975 · 1976 · 1977 · 1978 · 1979 · 1980 · 1981 · 1982 · 1983 · 1984 · 1985 · 1986 · 1987 · 1988 · 1989 · 1990 · 1991 · 1992 · 1993 · 1994 · 1995 · 1996 · 1997 · 1998 · 1999 · 2000 · 2001 · 2002 · 2003 · 2004 · 2005 · 2006 · 2007 · 2008 · 2009 · 2010 · 2011 · 2012 · 2013 · 2014 · 2015 · 2016 · 2017 · 2018 · 2019 · 2020 · 2021 · 2022 · 2023 · 2024 · 2025